# Tshabong
Tshabong er en by i den sydlige del af Botswana med et indbyggertal (pr. 2001) på cirka 6.500. Byen ligger i Kalahari-ørkenen tæt på grænsen til nabolandet Sydafrika.
- Wikimedia Commons har flere filer relateret til Tshabong